# Лудештій-де-Жос
Лудештій-де-Жос (рум. Ludeștii de Jos) — село у повіті Хунедоара в Румунії. Входить до складу комуни Орештіоара-де-Сус.
Село розташоване на відстані 270 км на північний захід від Бухареста, 26 км на південний схід від Деви, 122 км на південь від Клуж-Напоки.

## Населення
За даними перепису населення 2002 року у селі проживали 326 осіб, з них 324 особи (99,4%) румунів. Усі жителі села рідною мовою назвали румунську.